# Bert Greeves
 Oscar Bertram "Bert" Greeves MBE (Lyon, 5 juni 1906 - Southend-on-Sea, 15 juli 1993) was een Brits ingenieur die de merken Invacar en 
Greeves oprichtte. Hij was twee keer gehuwd en had een dochter. 
Bert Greeves werd in Lyon geboren, maar zijn ouders waren Brits. Zijn eerste baan vond hij bij de Austin Motor Company in Longbridge, maar later begon hij zijn eigen garage in Londen. Daar bouwde hij een gemotoriseerde rolstoel voor zijn gehandicapte neef Derry Preston-Cobb, met een motor van een grasmaaier. 

## Invacar

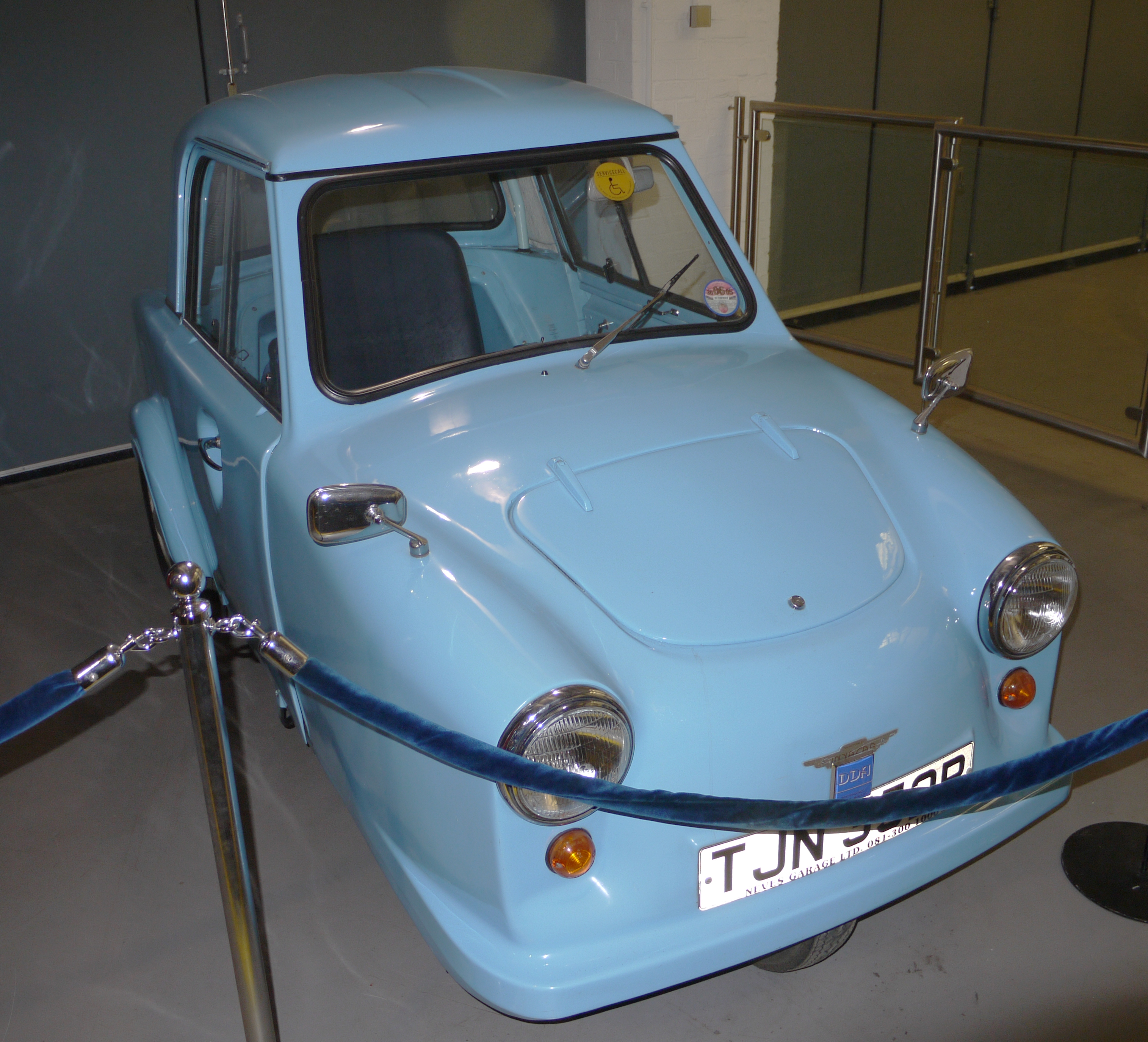
Invacar Model 70

In 1946 ontwikkelde hij dit voertuig door tot een invalidenauto en richtte hij Invacar Ltd. op. Hij kreeg een contract van het Ministry of Pensions. Hierdoor mocht hij in de jaren vijftig en -zestig invalidenvoertuigen leveren. 

## Greeves motorfietsen
In 1953 ging Greeves ook motorfietsen produceren en richtte hij Greeves Motorcycles op. Hij was zelf een verwoed trialrijder en verzamelaar van veteraan- en vintage-motorfietsen. Derry Preston Cobb, die verantwoordelijk was voor de verkoop, moedigde hem aan motorfietsen te gaan maken en samen ontwikkelden ze een motorfiets met een 197cc-Villiers-tweetaktmotor. De motorfietsen bleven voorlopig een nevenproduct naast de Invacar-invalidenvoertuigen en de ontwikkeling en de bouw van prototypen vond plaats als er ruimte en tijd voor was. De eerste modellen hadden een forse voorkant met een schommelvoorvork en een gegoten aluminium voorste framebuis. Ook het buisgedeelte van het frame was erg sterk en gegoten uit een silicone-aluminiumlegering. 
De Greeves-motorfietsen met hun sterke maar lichte frames waren populair en succesvol in terreinsporten en werden in de jaren zeventig steeds belangrijker voor het bedrijf. Dat belang werd nog groter toen een wijziging in de veiligheidsvoorschriften het einde van de Invacar inluidde. Bert Greeves ging daarop in 1973 met pensioen, enige tijd later gevolgd door Derry Preston-Cobb. In 1976 ging het bedrijf ter ziele. In 1999 verwierf Richard Deal de merkrechten en hij begon onder de naam "Greeves" weer motorfietsen produceren. 
In 1972 werd Bert Greeves benoemd tot Member of the Most Excellent Order of the British Empire. Hij overleed op 15 juli 1993 in Southend-on-Sea.